# Spinnaker

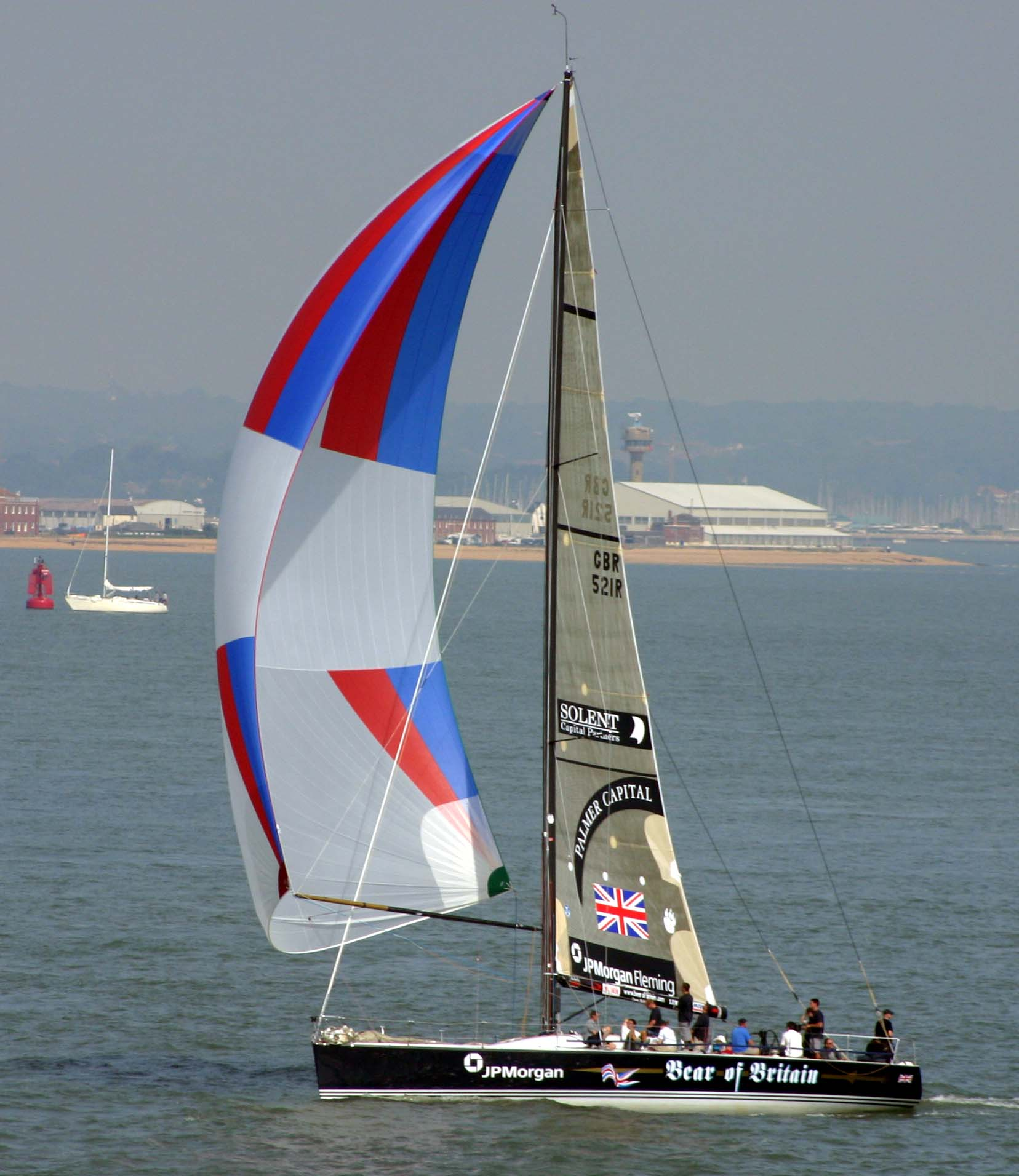
En Farr 52 med spinnaker och storsegel. Notera spinnakerbommen mellan masten och spinnakerns lovartshorn; skothornet i lä stöds inte av någon spira.

Spinnaker eller ballongsegel är ett lätt och stort, trekantigt segel med stor buk. Det används vid läns och i viss mån vid slör.
Bermudasegel och stagsegel, som används i moderna segelbåtsriggar, är effektiva i bidevind och halv vind men inte på läns. Dessutom tål båten betydligt mer segelyta på läns och slör. Därför kompletteras segelsättningen ofta med ett stort undanvindssegel, ofta klart större än de andra seglen. Det vanliga är spinnakern, men också till exempel gennaker används. Dessa andra segel kan föras vid högre kurser, medan spinnakern är lämpligast på läns.
Spinnakern har tre horn (hörn) och kontrolleras med fallet, två skot och två gajar med vilka man reglerar spinnakerbommens och därmed lovarts horns höjd.
Spinnakern kräver en uppmärksam och relativt van besättning, då det i motsats till råsegel är instabilt och också på grund av sin storlek kan vara farligt vid friskare vindar. Felbedömningar, sjögång eller oväntade vindkast kan leda till att båten broachar.

## Etymologi
Ordet spinnaker kommer från engelskan. Det anses härröra från den typ av 1860-talsyacht – Sphinx – som först använda denna segeltyp.